# L'Homme de l'ombre
Pour les articles homonymes, voir The Ghost.
L'Homme de l'ombre (titre original en anglais The Ghost) est un roman de Robert Harris paru en 2007.
Traduit en français par Natalie Zimmermann, ce roman a inspiré le film The Ghost Writer de Roman Polanski, sorti en mars 2010.

## Résumé
Le narrateur du roman est un prête-plume (écrivain privé, « homme de l'ombre », en anglais ghost writer) spécialisé dans les autobiographies de footballeurs et de rock stars. Il vit à Londres, entre un relatif succès professionnel et une liaison intermittente avec une journaliste, lorsque son agent lui obtient un contrat inespéré : 250 000 dollars pour terminer les mémoires d'Adam Lang, ancien Premier ministre du Royaume-Uni. En effet, un manuscrit de plus de 600 pages existe déjà, et a priori, il suffira de le remanier en l'enrichissant grâce à une série d'entretiens avec Lang. Cependant, dès le début, il s'avère que le manuscrit est mauvais et qu'il faut tout recommencer à partir de zéro.
Le nègre précédent, auteur du manuscrit, Mike McAra, a trouvé la mort quelques jours plus tôt en tombant du ferry qui assure la navette entre l'île de Martha's Vineyard, où se trouvait Lang, et la côte de la Nouvelle-Angleterre. La police a conclu a un accident.
En plein hiver, le narrateur se rend à Martha's Vineyard pour travailler avec Lang, qui réside dans une vaste propriété avec sa femme, Ruth, et sa maîtresse, Amelia Bly. Or, au même moment, un ancien ministre des Affaires étrangères britannique, collaborateur et ami de Lang, l'accuse de crimes de guerre dans une affaire d'enlèvement de terroristes présumés qui auraient été livrés à la CIA.
En fouillant dans les effets personnels de Mike McAra, le narrateur découvre une liasse de photos d'archives remontant à l'époque où Lang était étudiant à Cambridge une trentaine d'années plus tôt. Ces clichés ne montrent rien d'anormal sauf un numéro de téléphone griffonné à la hâte. En montant à bord de la voiture que McAra avait empruntée quelques heures avant de mourir noyé, le narrateur s'aperçoit que son prédécesseur cherchait à rencontrer un prestigieux universitaire américain.

## Adaptation
- 2010 : The Ghost Writer, film franco-germano-britannique de Roman Polanski, d'après le roman L'Homme de l'ombre, avec Ewan McGregor, Pierce Brosnan et Olivia Williams